# Ruggero Verroca
Ruggero Verroca (Bari, 3 gennaio 1961) è un ex canottiere italiano.

## Carriera
Atleta del Circolo Canottieri Barion, vinse cinque titoli mondiali consecutivi nel doppio pesi leggeri in coppia con Francesco Esposito negli anni 1980-1984.
Ha partecipato alle Olimpiadi di Los Angeles 1984 arrivando quinto in finale.
Nuovamente sul gradino più alto del podio nel 1985 sul singolo ai Campionati del Mondo in Belgio. La carriera sportiva di Verroca si conclude con due bronzi, entrambi sul singolo, ai Campionati del Mondo del 1987 e 1988.
Dal 17 Febbraio 2019 è il nuovo presidente dell'antico "Circolo Canottieri Barion" di Bari.